# Rock Hill (Carolina del Sud)
Rock Hill è una città degli Stati Uniti d'America, nella contea di York nello Stato della Carolina del Sud.
È la quarta città dello Stato per popolazione (71 154 abitanti secondo una stima del 2010) ed è sede della Winthrop University.